# Område
Inom geometrin betecknar område den punktmängd i ett plan som begränsas av någon form av kurva, som då utgör områdets rand. Det innebär speciellt, att varje punkt i planet ligger antingen i området eller utanför. Om randen är en sluten kurva är området begränsat. Om varje sträcka mellan två godtyckligt valda punkter i området helt ligger inom området, kallas området för konvext område.
Exempel på områden som inte är begränsade:
- Vinkel
- Halvplan

Exempel på områden som är begränsade:
- Se förteckning i geometriska figurer.